# Fórum Internacional de Tóquio
O Fórum Internacional de Tóquio (東京国際フォーラム, Tōkyō Kokusai Fōramu) é um centro de exposições polivalente situado em Tóquio, no Japão. Embora o complexo seja considerado parte do distrito comercial de Yurakucho, próximo à Estação de Yūrakuchō, administrativamente pertence ao distrito de Marunouchi.
O centro foi construído no local da Antiga Câmara Municipal, a antiga sede do governo que foi realocada para o Edifício do Governo Metropolitano de Tóquio, em Nishi-Shinjuku.
Projetado pelo arquiteto Rafael Viñoly e terminado em 1996, o centro apresenta curvas extensas de treliça de aço e vidro e o exterior tem a forma alongada de um barco.
Localiza-se entre as estações de Tóquio e Yūrakuchō, em Marunouchi, Chiyoda, no local ocupado anteriormente pela Câmara Municipal de Tóquio (antes de ser transferida para o Edifício do Governo Metropolitano de Tóquio em 1991).
No primeiro andar, voltado para o Castelo Edo (atualmente conhecido por Palácio Imperial de Tóquio), há uma escultura de bronze do samurai Ōta Dōkan.

## Eventos

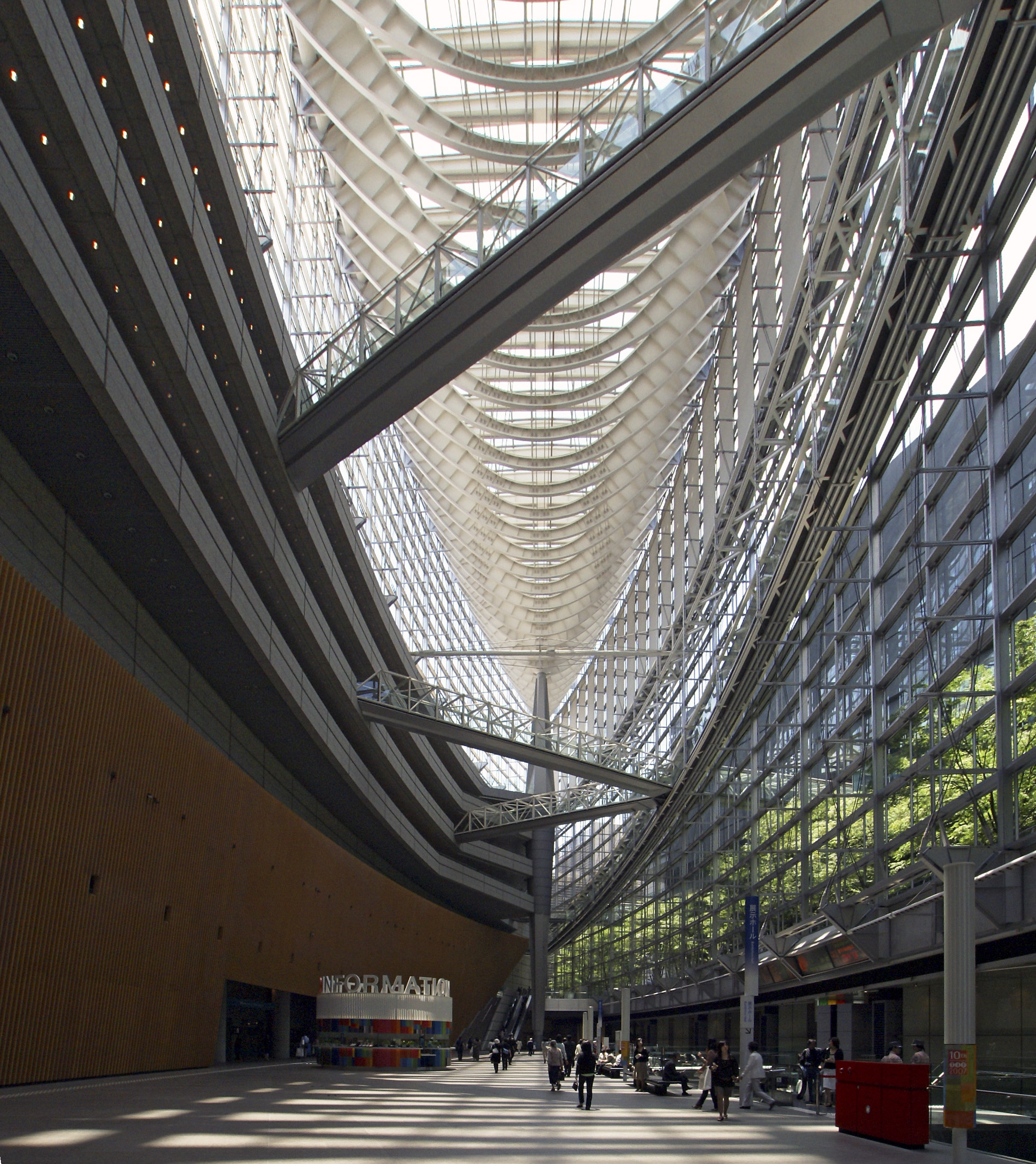
Vista interior do Fórum Internacional de Tóquio.

- 7 de dezembro de 1999: Sorteado para a competição preliminar do Campeonato do Mundo de Futebol FIFA de 2002 (Coreia/Japão).
- 2005: Folle Journée.[1]
- 2007: Muse: Black Holes and Revelations Tour.
- 2008: BoA Live Tour 2008 -The Face-.[2]
- 2011: Congresso mundial da União Internacional de Arquitetos.[3]
- 2012: Reuniões anuais do Banco Mundial e Fundo Monetário Internacional.[4]
- 2014: Congresso da Associação Internacional da Ordem dos Advogados.[5]
- 2015: Ariana Grande, The Honeymoon Tour.
- 2016: Selena Gomez, Revival Tour.[6]
- 2016: Michael Schenker, como parte do concerto "Michael Schenker Fest".
- 2017: Park Bo-gum, "Oh Happy Day": Encontro dos Admiradores da Ásia na Digressão de 2016-2017.[7]
- 2017: Shawn Mendes, Illuminate World Tour.
- 21 de dezembro de 2019: Etapa final do Campeonato Mundial de Teppen de 2019.[8]
- 2021: Local de competição de levantamento de peso nos Jogos Olímpicos de Verão de 2020.[9]
- 2021: Local de competição de levantamento de peso nos Jogos Paralímpicos de Verão de 2020.
- 2021: Programa televisivo japonês Kōhaku Uta Gassen.